# Antje Tillmann
Antje Tillmann (Düsseldorf, 18 de agosto de 1964) é uma política alemã da União Democrata-Cristã (CDU) que actua como membro do Bundestag pelo estado da Turíngia desde 2002.

## Juventude
Depois de se formar no ensino médio em 1983, Antje Tillmann estudou Finanças na Universidade de Ciências Aplicadas às Finanças em Nordkirchen, que concluiu em 1986 com um diploma em Finanças. Ela então trabalhou como funcionária fiscal na Renânia do Norte-Vestfália. Em 1991, mudou-se para Brandenburg, onde participou na criação da Universidade de Ciências Aplicadas às Finanças em Königs Wusterhausen. Em 1993, ela foi para a Turíngia e trabalhou no Ministério das Finanças lá. Em 1998, ela foi aprovada no exame para se tornar consultora tributária.
Antje Tillmann é católica romana, divorciada e tem uma filha.

## Carreira política
Tillmann tornou-se membro do Bundestag pela primeira vez nas eleições federais alemãs de 2002. Foi membro do Comité de Orçamento até passar para o Comité de Finanças em 2005.

## Posições políticas
Em junho de 2017, Tillmann votou contra a maioria do seu grupo parlamentar e a favor da introdução do casamento entre pessoas do mesmo sexo na Alemanha.
Em setembro de 2020, Tillmann foi um dos 15 membros do seu grupo parlamentar que se juntaram a Norbert Röttgen para escrever uma carta aberta ao Ministro do Interior, Horst Seehofer, que apelava à Alemanha e outros estados da UE para receber 5.000 imigrantes que ficaram sem abrigo após os incêndios destruiu o superlotado Centro de Recepção e Identificação de Mória, na ilha grega de Lesbos.